# 威廉·开普兰
威廉·B·开普兰（英語：William B. Kaplan），美国音讯工程师。他曾7次提名奥斯卡最佳音响效果奖。自1972年起，参与超过80部电影的制作。

## 部分影视作品
- 回到未来 (1985)[1]
- 壮志凌云 (1986)[2]
- 阿甘正传 (1994)[3]
- 红潮风暴 (1995)[4]
- 超時空接触 (1997)[5]
- 荒岛余生 (2000)[6]
- 极地特快 (2004)[7]